# Удільні Ути
Удільні Ути (рос. Удельные Уты) — село в Вигоницькому районі Брянської області Російської Федерації.
Населення становить 102 особи. Входить до складу муніципального утворення Утинське сільське поселення.

## Історія
Від 2005 року входить до складу муніципального утворення Утинське сільське поселення.

## Населення
| 2010 | 2013 |
| ---- | ---- |
| 111  | ↘102 |